# ترانکوسو، پرتغال
شهر ترانکوسو (به پرتغالی: Trancoso, Portugal) در ترانکوسو، پرتغال در کشور پرتغال واقع شده‌است. جمعیت این شهر ۳٬۳۵۰ نفر  است. در تاریخ ۹ دسامبر ۲۰۰۴ به عنوان شهر شناخته شد.